# Карахруд
Карахру́д, или Карару́д, или Карару́т, или Карехру́д, или Кара́ Руд (перс. کرهرود‎) — город на западе Ирана, в провинции Меркези. Входит в состав шахрестана Эрак и является юго-западным пригородом его одноимённого центра. Шестой по численности населения город провинции.

## География
Город находится в юго-западной части Центрального остана, в горной местности, на высоте 1 886 метров над уровнем моря.
Карахруд расположен на расстоянии нескольких километров к юго-западу от Эрака, административного центра провинции и на расстоянии 230 километров к юго-западу от Тегерана, столицы страны.

## Население
На 2006 год население составляло 23 399 человек; в национальном составе преобладают персы, в конфессиональном — мусульмане-шииты.